# Retrato de una dama (Klimt)
Retrato de una dama es un óleo sobre tela del pintor austríaco Gustav Klimt. Fue adquirido en 1925 por la Galleria Ricci-Oddi de Piacenza.
Un estudio de 1996 con rayos X reveló que el cuadro era una versión sobrepintada de una versión de Retrato de una joven dama (con sombrero y bufanda), desaparecido en 1917. El retrato original sería de una mujer con la que Klimt se cree que tuvo una aventura y a la que cuando falleció Klimt pintó sobre la obra.
Se supone que “robaron” el cuadro el 22 de febrero de 1997, poco antes de una exposición prevista en la galería. En teoría, se robó por un tragaluz demasiado pequeño para que cupiera la obra. En abril de 1997, la policía descubrió una falsificación de gran calidad en Ventimiglia, en la frontera ítalo-francesa, en un paquete dirigido al antiguo primer ministro Bettino Craxi. El "robo" pudo producirse poco antes de la exposición para cubrir el cambio de pintura original con la falsificación unos meses antes. El 11 de diciembre de 2019, un jardinero se lo encontró en un saco de basura.